# Spital am Pyhrn
Spital am Pyhrn ist eine Gemeinde in Oberösterreich im Bezirk Kirchdorf im Traunviertel, Österreich, mit 2304 Einwohnern (Stand 1. Jänner 2025).

## Geografie
Spital am Pyhrn liegt auf 640 m Seehöhe im Traunviertel. Die Ausdehnung beträgt von Nord nach Süd 16 und von West nach Ost 12,3 Kilometer. Die Gesamtfläche der Gemeinde umfasst 108,90 Quadratkilometer. Davon sind 63 Prozent bewaldet und 15 Prozent werden landwirtschaftlich genutzt.

### Gemeindegliederung
Das Gemeindegebiet umfasst fünf Ortschaften (in Klammern Einwohnerzahl Stand 1. Jänner 2025):
- Fahrenberg (47)
- Gleinkerau (293)
- Oberweng (228)
- Seebach (207)
- Spital am Pyhrn (1529)

Die Gemeinde besteht aus drei Katastralgemeinden (Fläche Stand 31. Dezember 2023):
- Fahrenberg (2.566,86 ha)
- Gleinkerau (2.547,12 ha)
- Spital am Pyhrn (5.776,21 ha)

Spital am Pyhrn gehört zur Tourismusregion Pyhrn-Priel.

### Nachbargemeinden
Drei der acht Nachbargemeinden liegen im Bezirk Liezen (LI; Steiermark).
| Roßleithen   | Windischgarsten und Edlbach                 |                      |
| Vorderstoder | Kompassrose, die auf Nachbargemeinden zeigt | Rosenau am Hengstpaß |
| Liezen (LI)  | Ardning (LI)                                | Admont (LI)          |

## Geschichte
Die Bedeutung Spitals und der Umstand, dass hier eine mächtige Stiftsanlage entstehen konnte, hängt damit zusammen, dass der Ort an einer Römerstraße lag, die eine der am stärksten verwendeten Nord-Süd-Verbindungen (von der Nordsee bis zur Adria) darstellte. Sie war noch vom Mittelalter bis ins 18. Jahrhundert eine wichtige Route, sodass im Lauf der Zeit entlang der Strecke Beherbergungsbetriebe für Reisende errichtet wurden. Vor allem im Winter war ein Halt in Spital unumgänglich, da für die nach Süden Reisenden die Pyhrnpass-Überquerung (auf 954 m) bevorstand.
Kaiser Heinrich II, der letzte Regent aus dem Geschlecht der Ottonen, ist es zu verdanken, dass Spital am Pyhrn ein wichtiger Ort auf dieser Strecke wurde. Er hatte Bamberg zum Hochstift ernannt und ihm das Land am Pyhrn zum Geschenk übergeben. Dafür sollte es die Strecke sichern und ein Hospiz errichten (damals „Hospital“ für Gastfreundlichkeit, daher der Ortsname „Spital“). Mit der Leitung des Hospizes wurde eine Spitalsbruderschaft betraut. Als es nach über 200 Jahren seine Bedeutung als Beherbergungsbetrieb verlor, wurde es 1418 in ein Kollegiatstift weltlicher Chorherren umgewandelt, das in den folgenden Jahrhunderten einen mächtigen Aufstieg nahm. 1605 wurde es durch Papst Paul V. zur Propstei erhoben. Die Pröpste der Barockzeit gaben sich mit Leidenschaft der Baulust hin, und so entstanden ein neues Stiftsgebäude und von 1714 bis 1730 die prachtvolle Kirche, mit deren Bau Johann Michael Prunner beauftragt wurde. Die Fresken von Bartolomeo Altomonte gelten als das Hauptwerk des Künstlers. Die Altarblätter der Seitenaltäre schufen Johann Martin Schmidt, genannt der Kremser Schmidt, und Michelangelo Unterberger.
Während der Napoleonischen Kriege war der Ort mehrfach besetzt.
1807 hob Kaiser Franz II./I. das Stift auf und übergab den Besitz den Benediktinermönchen von St. Blasien im Schwarzwald. Sie blieben zwei Jahre in Spital und zogen 1809 in das Stift St. Paul im Lavanttal in Kärnten. Stift Spital am Pyhrn hatte aufgehört zu existieren, die frühere Stiftskirche wurde Pfarrkirche. In der Nacht vom 25. auf den 26. Oktober 1841 beschädigte ein Brand den Ort und die Stiftsgebäude.
1906 wurde die Pyhrnbahn eröffnet, was dem Ort den Anschluss an das internationale Eisenbahnnetz und den Wandel zur Sommerfrische brachte. 1910 besaß der Ort 1.066 Einwohner, ein Postamt mit Telegraphenstation und Telefon, einen Arzt, einen Fleischhauer, Bäcker, mehrere Kaufleute, einen Friseur, ein Warmbad, ein Hotel sowie fünf Gasthöfe. Bereits damals warb man neben der Sommerfrische mit dem Wintersport.
Der Ort war Teil des Kronlands Österreich ob der Enns, das 1918 zum Bundesland Oberösterreich wurde. Nach dem Anschluss Österreichs an das Deutsche Reich am 13. März 1938 gehörte der Ort zum Gau Oberdonau. Nach dem Ende des Zweiten Weltkriegs wurde das Bundesland wieder Oberösterreich genannt.
In einem Gasthof im Ort wurde die Ausländerkinder-Pflegestätte Spital am Phyrn, die regional „Fremdvölkisches Kinderheim“ genannt wurde, am 9. Oktober 1942 errichtet und „versuchsweise“ in Betrieb genommen. Es handelte sich um die erste derartige Einrichtung im gesamten Deutschen Reich im nationalsozialistischen Regime. Bis zum Jahr 1945 starben in dem Heim 38 von 97 eingewiesenen Kindern an bewusst mangelhafter Ernährung und vernachlässigter Fürsorge, von sechs weiteren Kindern ist das Schicksal unbekannt. Im Mai 2014 wurden am Friedhof in Spital zwei Gedenktafeln zur Erinnerung an diese Opfer des NS-Regimes enthüllt.
Anfang 1945 war in der Gruft unter dem Presbyterium der Stiftskirche die gesamte Goldreserve der Ungarischen Nationalbank (33.000 kg) eingelagert. Nach Ende des Zweiten Weltkriegs kamen die Stiftsgebäude in den Besitz der Österreichischen Bundesforste, die sie 2009 an die Gemeinde Spital am Pyhrn verkauften. Eine Außenrestaurierung des Stiftsgebäudes erfolgte 1964–1967. Von 1989 bis 1997 war der Forstbetrieb Spital/Pyhrn im Stift ansässig. Seit 2015 befindet sich das Museum Zwischen Himmel und Erde – Gerlinde Kaltenbrunner und die Welt der 8000er auf 400 m² in barocken Gewölberäumen im Erdgeschoß des Stiftes.
Spital gehörte bis 2012 zum Gerichtsbezirk Windischgarsten und ist seit 1. Jänner 2013 Teil des Gerichtsbezirks Kirchdorf an der Krems.

### Bevölkerungsentwicklung
Die Einwohnerzahl hat sich in den letzten Jahrzehnten auf einen stabilen Stand eingependelt, da sich Abwanderungen und Geburten beinahe ausgleichen.

## Kultur und Sehenswürdigkeiten

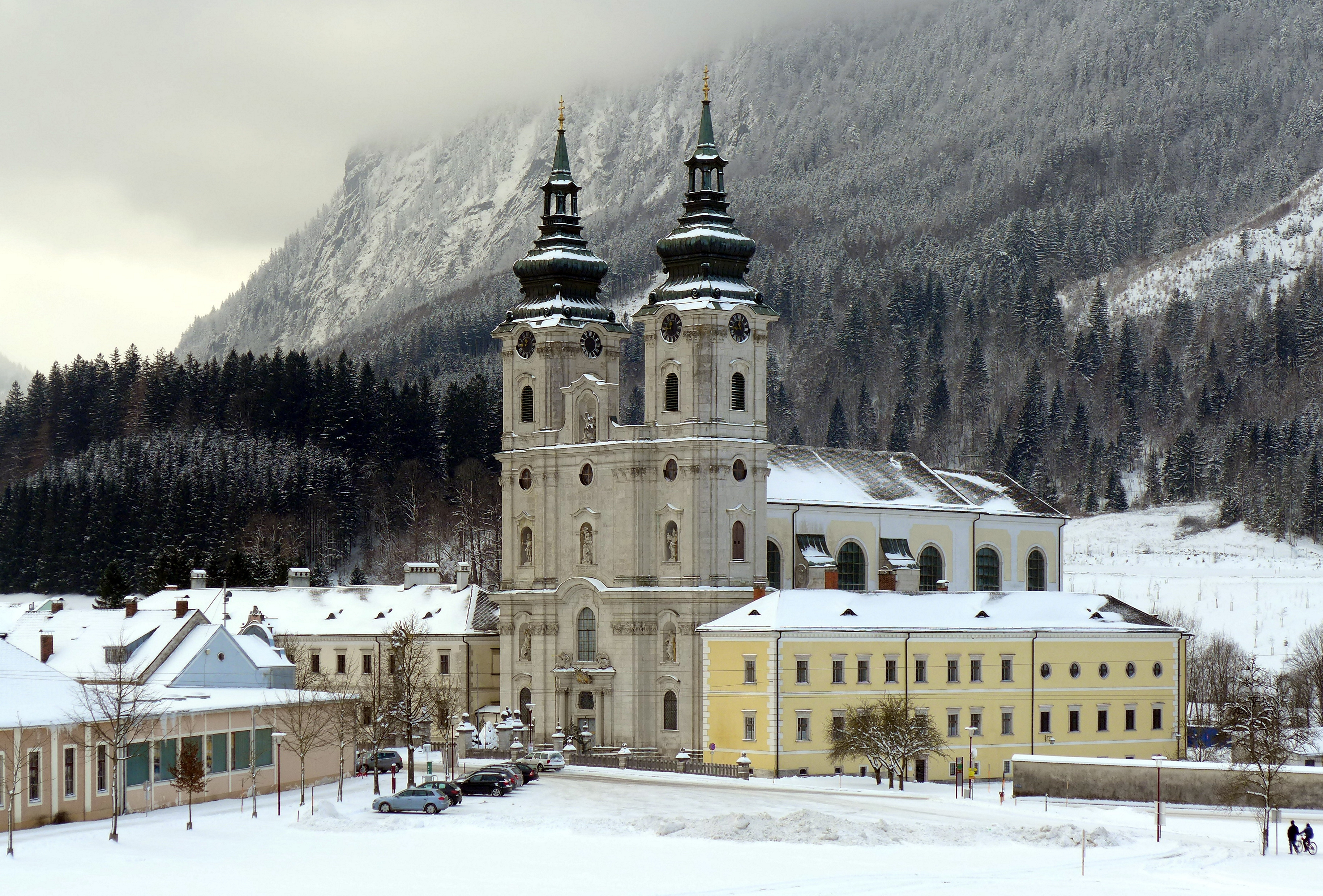
Stiftskirche

- Ehemalige Stiftskirche: (jetzt Pfarrkirche Mariae Himmelfahrt) 1199 war die erste Weihe der Kirche, die im Gegensatz zu den meisten mittelalterlichen Kirchen nicht geostet, sondern – Apsis und Altar – nach Westen orientiert ist. Eine prunkvolle Erweiterung und Ausgestaltung erfolgte 1714–1730 durch den Barockarchitekten Johann Michael Prunner, Fresken stammen von Bartolomeo Altomonte und Francesco Messenta, Stuckarbeiten von Domenico Antonio Carlone, vier Altarbilder von Martin Johann Schmidt, genannt Kremser Schmidt, und zwei Altarbilder von Michelangelo Unterberger. Das schmiedeeiserne Abschlussgitter schuf Andreas Ferdinand Lindemayr.[12] Das Stift, zu dem die Kirche gehörte, wurde 1807 von Kaiser Franz II/I aufgehoben, zwischenzeitlich war ein anderer Orden darin untergebracht und schließlich wurde es profaniert. Es beherbergte Büros und während des Zweiten Weltkriegs ein Kinderheim. Heute befinden sich ein Hotel und ein Museum im ehemaligen Stiftsgebäude.
- Museum Zwischen Himmel und Erde – Gerlinde Kaltenbrunner und die Welt der 8000er: 2015 wurde die Ausstellung in den ehemaligen Stiftsräumen eröffnet. Schirmherrin ist die Extrembergsteigerin Gerlinde Kaltenbrunner. Sie hat 2011 als erste Frau alle Achttausender der Welt ohne Verwendung von Sauerstoffflaschen bestiegen. Im Wetterraum können Besucher hautnah Sturm, Wind und Lawinen auf den höchsten Bergen der Welt nachvollziehen.[13] Details zu den Erstbesteigungen und den unterschiedlichen Aufstiegsrouten sowie über die physischen und psychischen Belastungen im Rahmen einer Achttausender-Besteigung werden präsentiert. Hörstationen, wo man Kaltenbrunner über Themen wie Risiko, Verantwortung, Glück, Freude und Tod sprechen hört, und das ausgestellte persönliche Tagebuch geben Einblick in den Alltag dieses Extremsports. Für Kinder gibt es eigene museumspädagogische Stationen. Vor dem Eingang steht ein verkleinertes Modell des K2 als Kletterturm, den man während der Öffnungszeiten des Museums besteigen kann; entsprechende Ausrüstung kann im Museum ausgeliehen werden.
- Huf- und Hackenschmiede Lindemayr in der Weinmeisterstraße 6: Die historische Schmiede war über 500 Jahre „Hofschmiede“ des Stiftes Spital am Pyhrn und ab 1808 mehr als 150 Jahre Werkzeugschmiede für Fuhrleute, Holzknechte und Bauern. 1998 wurde sie  anlässlich der OÖ Landesausstellung „Land der Hämmer – Heimat Eisenwurzen“ als Schauschmiede der Öffentlichkeit zugänglich gemacht.[14] Interessierte können hier Nägel, Hufeisen oder Schürhaken schmieden.
- Felsbilder in der Höll: Unterhalb des Weges über den Teichlboden zur Wurzeralm finden sich in einer Schlucht Felsritz-Zeichnungen, die Ernst Burgstaller als erster untersuchte. Gemäß seiner Annahme seien die Ritzungen wegen der Verwitterungsgeschwindigkeit des Kalks nicht prähistorisch, sondern stammen frühestens aus dem Mittelalter. Zudem fanden sich eingravierte Jahreszahlen aus späterer Zeit (1714, 1764, 1900, 1935).[15]

### Freizeit und Sport

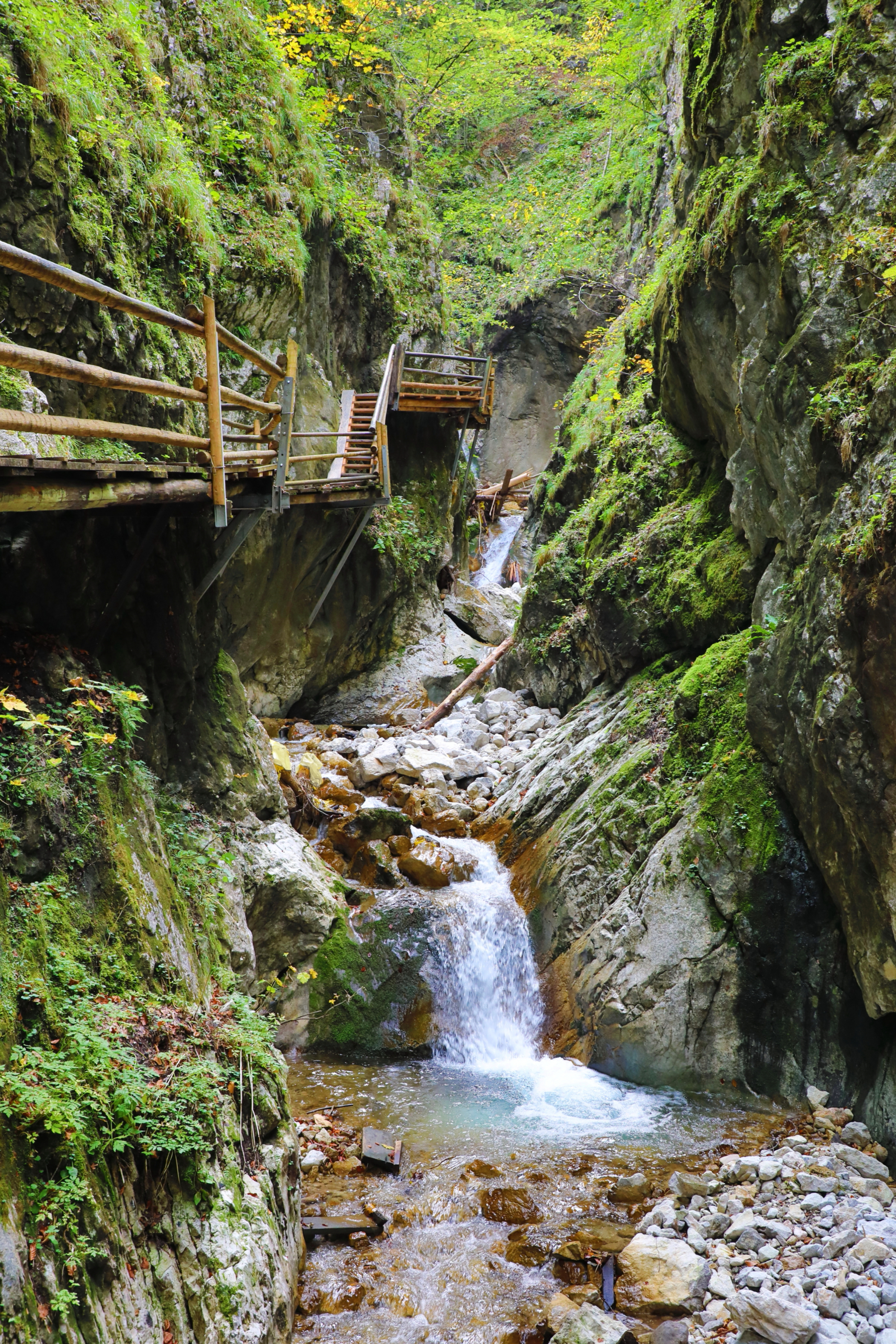
Dr.-Vogelgesang-Klamm

- Die Dr.-Vogelgesang-Klamm wurde 1906 erschlossen. Sie ist die größte Felsklamm in Oberösterreich und ein beliebtes Wanderziel. Zahlreiche angelegte Wege und Treppen aus Holz ermöglichen das Durchwandern der Klamm.
- Das Panorama-Hallenbad wurde 1971 eröffnet und 1991 umgebaut.
- Die Golfanlage Pyhrn-Priel wurde 2006 eröffnet. Es ist eine 18-Loch-Golfanlage mit angeschlossener Golfschule
- Mit der Errichtung der Standseilbahn (1978 eröffnet) auf die Wurzeralm wurde ein Sommerwander- und Winter-Schigebiet erschlossen[16], das seit kurzem auch einen MTB-Trail besitzt.
- Durch den Ort Spital verläuft der Nordalpenweg, ein österreichischer Weitwanderweg.
- Das Kernstück des Benediktweges verbindet drei Bundesländer und führt von Spital am Pyhrn über Admont, Stift Seckau nach St Paul im Lavanttal. Diese Etappe gibt es seit 2009. Mittlerweile wurde der Pilgerweg in Richtung Norden bis Passau und in Richtung Süden bis Gornji Grad in Slowenien erweitert. Es besteht der Plan, einen Europäischen Benedikt-Pilgerweg zu errichten, der im Süden bis Montecassino (Italien) reichen soll, im Norden bis Pluscarden (in Schottland) und eine Länge von 4000 km haben würde.

## Wirtschaft und Infrastruktur

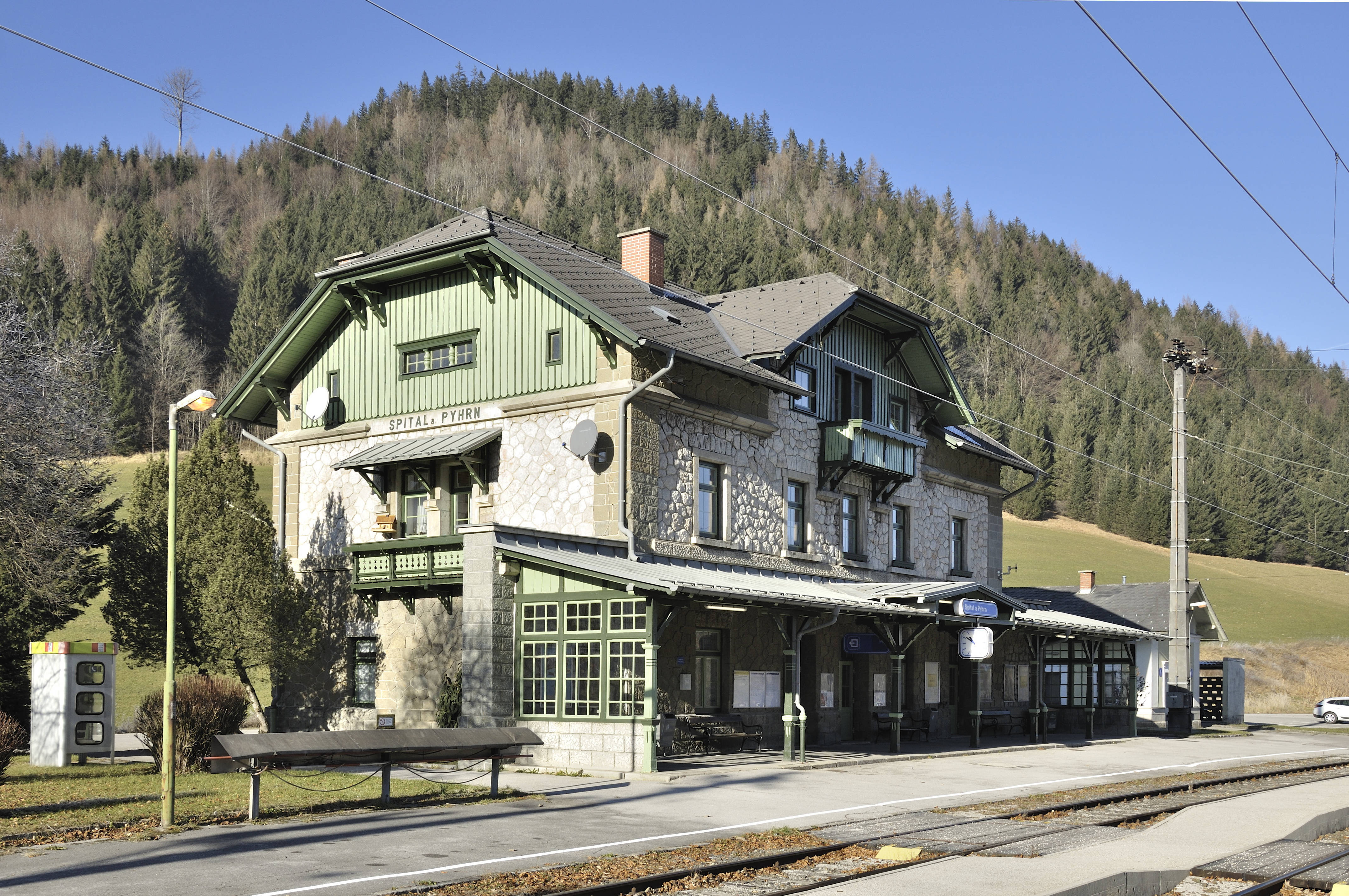
Bahnhof

- Dana-Türenindustrie GmbH, der größte Türproduzent Österreichs mit 520 Mitarbeitern (Stand 2013) wechselte mit Jahresbeginn 2005 von Stift Admont an den dänischen Türproduzenten Vest-Wood A/S. Vest-Wood, seinerseits seit 2002 Teil der Door Holding A/S, ging 2006 als größter europäischer Türproduzent an Jeld-Wen aus Oregon, USA.[17][18]

Die in Spital produzierende Firma nennt sich heute Jeld-Wen Türen GmbH – als Teil des internationalen Konzerns Jeld-Wen. Die Marke DANA blieb erhalten, sie entstand bei der Gründung 1973 aus der Kombination der beiden Firmennamen Danibius Holzplattenwerken (Furnier- und Sperrholzwerke) und Stift Admont, das sich als holzliefernder Waldbesitzer beteiligte. 1975 lief die erste industrielle Fertigtürenproduktion Österreichs in Spital-Gleinkerau mit 70 Beschäftigten an.
- Im Ortsteil Gleinkerau nahe an der Gemeindegrenze zu Windischgarsten befindet sich das Unternehmen Mark Metallwarenfabrik, 1920 von Rudolf Mark sen. als Schuhösen-Fabrik gegründet.[21] 1962 erfand Mark die Skischuh-Schnalle. Seit 1980 beliefert das Unternehmen Automobilkonzerne mit feinmechanischen Präzisionsteilen für Getriebe, Brems- und Einspritzsysteme, Airbags, Autolampen, Schlauchkupplungen und für das Motormanagement. Komponenten von Mark finden unter anderem auch in medizinischen Geräten, in Navigationssystemen und im Möbelbau Verwendung. Heute (Stand nach 2011) hat sich die Produktionspalette noch einmal ausgeweitet: Die Mark Hydraulik GmbH erzeugt Leichthydraulik-Komponenten für die Luftfahrt, die Mark Save A Live GmbH produziert Sicherheitsausstattungen.

## Politik

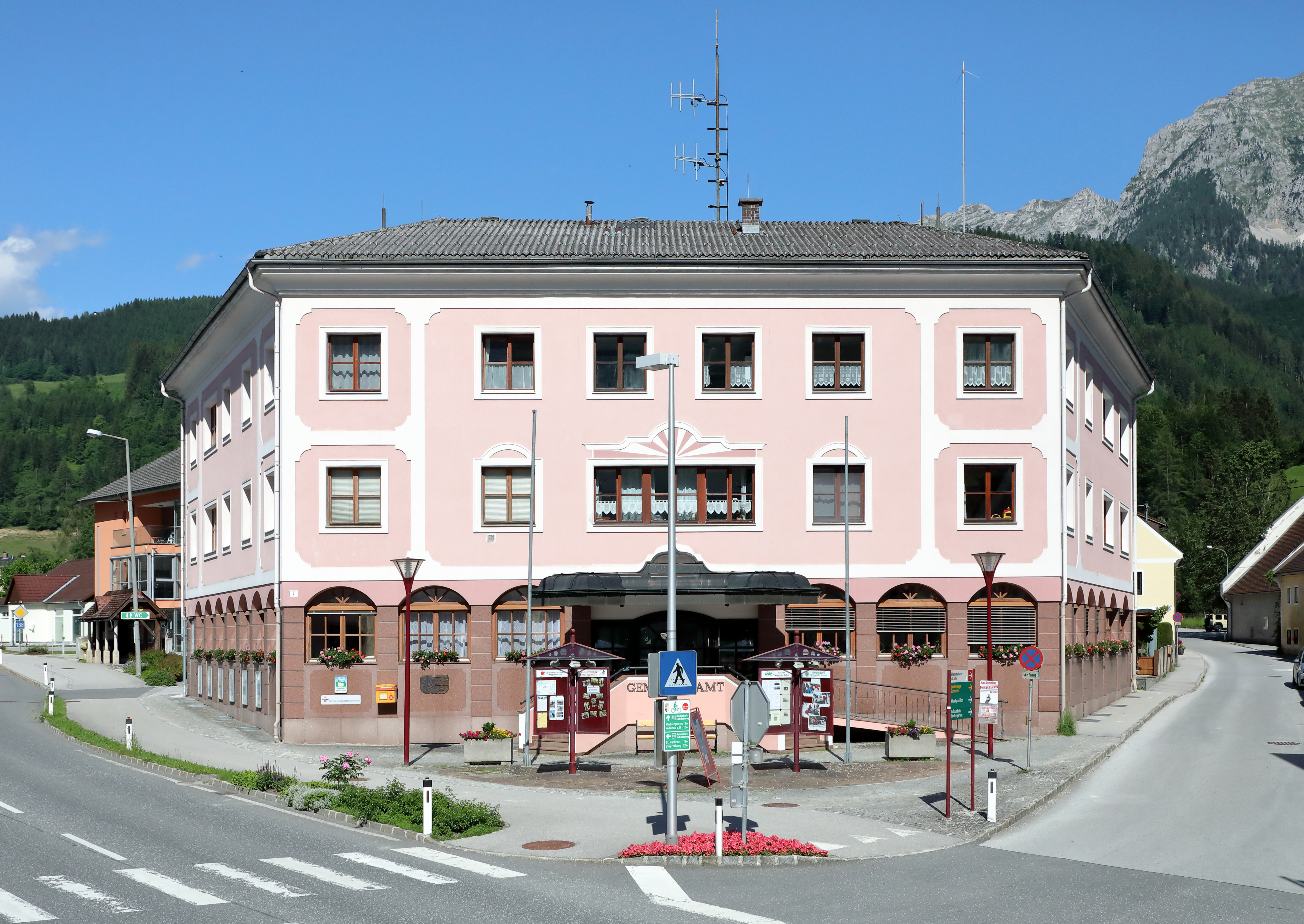
Gemeindeamt von Spital am Pyhrn

| Der Gemeinderat hat seit 2021 noch 19 (davor 25) Mitglieder. Nach den Gemeinderatswahlen hatte der Gemeinderat folgende Verteilungen: - 2003: 13 SPÖ, 11 ÖVP, 1 FPÖ - 2009: 13 SPÖ, 10 (−1) ÖVP, 2 (+1) FPÖ - 2015: 13 SPÖ, 7 (−3) ÖVP, 5 (+3) FPÖ - 2021: 8 SPÖ, 8 ÖVP, 3 FPÖ | Die zur Anzeige dieser Grafik verwendete Erweiterung wurde dauerhaft deaktiviert. Wir arbeiten aktuell daran, diese und weitere betroffene Grafiken auf ein neues Format umzustellen. (Mehr dazu) |

### Bürgermeister
Bürgermeister seit 1850 waren:
- 1850–1855 Ignaz Merzeder
- 1855–1860 Johann Kronberger
- 1860–1864 Josef Zeitlinger
- 1864–1867 Alois Koller
- 1867–1870 Johann Neubauer
- 1870–1873 Anton Huemer
- 1873–1876 Johann Neubauer
- 1876–1879 Franz Radlingmayer
- 1879–1880 Anton Huemer
- 1880–1882 Ignaz Merzeder
- 1882–1884 Franz Lindermayr
- 1884–1888 Carl Schröckenfux
- 1888–1889 Anton Huemer
- 1889–1898 Josef Windischbauer
- 1898–1901 Rudolf Zeitlinger
- 1901–1903 Johann Bachauer
- 1903–1907 Georg Vollgruber
- 1907–1910 Moriz Vogelsang
- 1910–1910 Franz Radlingmayer
- 1910–1913 Karl Prentner
- 1913–1914 Karl Wegrosta
- 1914–1923 Josef Grundner
- 1923–1924 Anton Huemer
- 1924–1929 Alois Eck
- 1929–1934 Josef Grundner
- 1934–1934 Jakob Weiss
- 1934–1938 Johann Stoderegger
- 1938–1945 Anton Eder
- 1945–1945 Franz Radlingmayr
- 1945–1946 Johann Stoderegger
- 1946–1946 Alfred Hennig
- 1946–1961 Franz Hierzenberger
- 1961–1965 Alfred Hennig
- 1965–1973 Walter Rablbauer
- 1973–1995 Hubert Gössweiner
- 1995–2003 Wolfgang Schürrer
- 2003–2025 Aegidius Exenberger (SPÖ)[27][28][29]

### Wappen
Blasonierung: „Geteilt; oben in Gold ein schwarzer, wachsender Löwe, unten in Blau eine goldene, gestürzte Mondsichel, besteckt mit einem goldenen Kreuz.“ Der Löwe ist das „geminderte“ Wappentier des Hochstiftes Bamberg, dessen Bischof Otto II. aus dem Hause Andechs-Meranien im Jahre 1190 an der Nordseite des Pyhrnpasses eine Herberge für Pilger errichtete. Die mit dem Kreuz besteckte, abwärts gekehrte Mondsichel war das Wappen des 1418 daraus hervorgegangenen, 1807 aufgehobenen Kollegiatstifts weltlicher Chorherren.
Die heraldischen Farben der Gemeinde sind Blau-Gelb/Gold-Blau.

## Persönlichkeiten

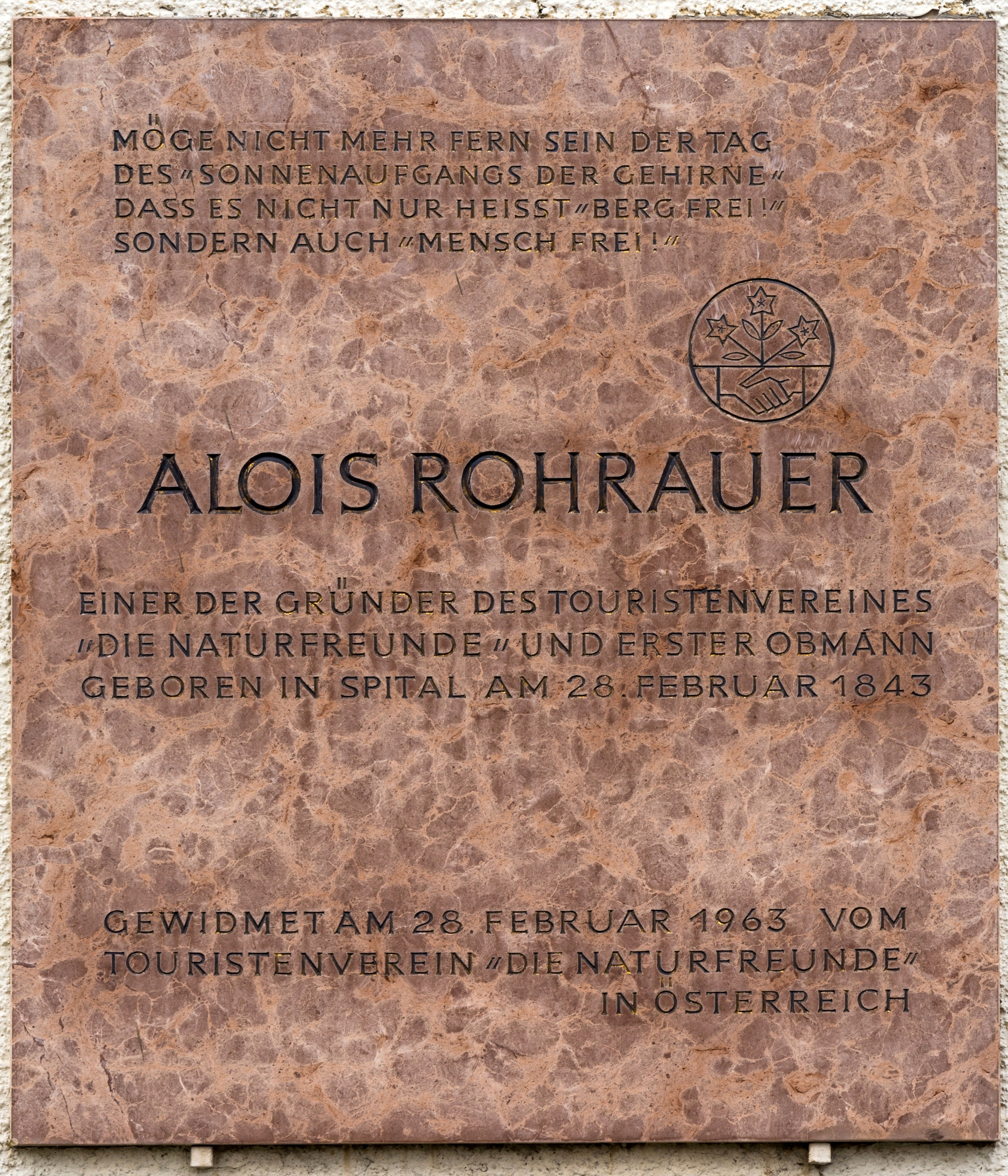
Gedenktafel für Alois Rohrauer, Naturfreunde 1963

### Ehrenbürger
- 2011: Gerlinde Kaltenbrunner (* 1970 Kirchdorf), Extrembergsteigerin, in Spital am Pyhrn aufgewachsen.

### Söhne und Töchter der Gemeinde
- Johann Adam Scheibl (1710–1773 St. Pölten), Organist und Kirchenkomponist.
- Christoph Conrad Weinmeister (1810–1871 Wasserleith, heute St Marein-Feistritz), Sensenfabrikant und Industrieller, Träger des Zivil-Verdienstkreuzes.
- Ernst Krackowizer (1821–1875 Ossining bei New York City, NY), österreichischer Revolutionär von 1848 (damals hatte er in Wien Medizin studiert), nachdem er gesucht wurde, floh er zunächst nach Württemberg und Kiel. Als er steckbrieflich gesucht wurde, emigrierte er 1850 in die USA, wo er sich als Chirurg verdient machte.
- Karl Sadleder (1838–1923), Koleopterologe
- Michael Leisgen (* 1944), Fotograf.
- Alois Rohrauer (1843–1923 Wien), erster Obmann der Naturfreunde Österreich.[30]
- Wolfgang Schürrer (* 1946), Gastwirt, Landtagsabgeordneter (1991 bis 2009) und Bürgermeister von Spital am Pyhrn (1985 bis 2003).

### Personen mit Bezug zur Gemeinde
- Bruno Sulzbacher (* 1936 Pichl bei Windischgarsten), Komponist, lebt in Spital am Pyhrn.
- Roland Girtler (* 1941 Wien), Soziologe und Kulturanthropologe, in Spital am Pyhrn aufgewachsen, besuchte dort von 1947 bis 1951 die Volksschule.